# Molophilus (Molophilus) setistylatus
Molophilus (Molophilus) setistylatus is een tweevleugelige uit de familie steltmuggen (Limoniidae). De soort komt voor in het Neotropisch gebied.